# Táriba
La città di Táriba è la capitale del municipio Cárdenas, si trova dello stato Táchira, ed è parte della Area Metropolitana di San Cristóbal, in Venezuela. Táriba ha una popolazione di circa 128.590 abitanti (2005).